# Bisdom Tambacounda

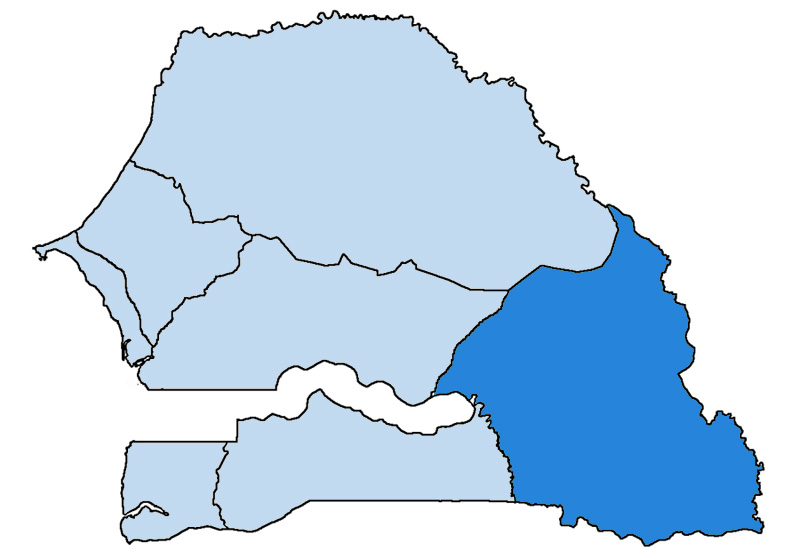
Het bisdom binnen Senegal

Het bisdom Tambacounda (Latijn: Dioecesis Tambacundana) is een rooms-katholiek bisdom met als zetel Tambacounda in Senegal. Het is een suffragaan bisdom van het aartsbisdom Dakar. Het werd opgericht in 1989. Hoofdkerk is de kathedraal Marie Reine de l’Univers.
In 2020 telde het bisdom negen parochies. Het bisdom heeft een oppervlakte van 59.602 km² en omvat de regio's Tambacounda en Kédougou in het zuidoosten van het land. Het bisdom telde in 2020 ongeveer 14.500 katholieken op een totale bevolking van 1.025.000, ongeveer 1,4% van de bevolking.

## Geschiedenis
In 1970 werd de apostolische prefectuur Tambacounda opgericht met aan het hoofd de Franse spiritijn Clément Cailleau. Ervoor hoorde het gebied bij het bisdom Kaolack. In 1989 werd Tambacounda verheven tot een bisdom.

## Bisschoppen
- Jean-Noël Diouf (1989-2017)
- Paul Abel Mamba Diatta (2021-)